# Khelari
Khelari là một thị trấn thống kê (census town) của quận Ranchi thuộc bang Jharkhand, Ấn Độ.

## Nhân khẩu
Theo điều tra dân số năm 2001 của Ấn Độ, Khelari có dân số 18.699 người. Phái nam chiếm 53% tổng số dân và phái nữ chiếm 47%. Khelari có tỷ lệ 59% biết đọc biết viết, thấp hơn tỷ lệ trung bình toàn quốc là 59,5%: tỷ lệ cho phái nam là 69%, và tỷ lệ cho phái nữ là 49%. Tại Khelari, 14% dân số nhỏ hơn 6 tuổi.